# Тунис на летних Олимпийских играх 2008
Тунис принимал участие в Летних Олимпийских играх 2008 года в Пекине (Китай) в двенадцатый раз за свою историю, и завоевал одну золотую медаль. Сборную страны представляли 12 женщин.

## Золото
- Плавание, мужчины, 1500 метров — Осама Меллули.